# Pavol Kubuš
Pavol Kubuš (* 28. října 1952) je český politik, počátkem 21. století poslanec Poslanecké sněmovny za ČSSD.

## Biografie
Bydlí v Hlučíně. Je ženatý, má dvě děti. Vystudoval Vojenskou fakultu Vysoké školy dopravní. Po dobu 20 let působil jako voják z povolání, pak po jeden rok coby vedoucí referent osobní dopravy v ČSAD Opava a osm let jako bankovní úředník. V roce 1996 (podle jiných zdrojů roku 1997) se stal členem ČSSD.
V komunálních volbách roku 1998, komunálních volbách roku 2002, komunálních volbách roku 2006 a komunálních volbách roku 2010 byl za ČSSD zvolen do zastupitelstva města Hlučín. Profesně se k roku 1998 uvádí jako úředník, k roku 2002 coby bankovní úředník, k roku 2006 jako poslanec a k roku 2010 jako dopravní inženýr. V letech 2002–2006 zastával post místostarosty města a po volbách v roce 2010 se stal za ČSSD starostou Hlučína.
Ve volbách v roce 2002 kandidoval do poslanecké sněmovny za ČSSD (volební obvod Moravskoslezský kraj). Nebyl zvolen, ale do sněmovny usedl dodatečně v prosinci 2005 jako náhradník poté, co kvůli odchodu do NKÚ rezignoval poslanec Antonín Macháček. Do února 2006 byl členem sněmovního hospodářského výboru a pak po zbytek funkčního období členem výboru rozpočtového. Poslanecký mandát obhájil ve volbách v roce 2006. Byl členem kontrolního výboru a výboru pro obranu. Ve sněmovně setrval do voleb v roce 2010.
Kromě toho byl aktivní i v regionální politice. V krajských volbách roku 2000 a opětovně v krajských volbách roku 2004 byl zvolen do Zastupitelstva Moravskoslezského kraje za ČSSD. Podle údajů z doby po roce 2010 je členem Předsednictva KVV ČSSD Moravskoslezského kraje.